# 男女神社
男女神社（なんにょじんじゃ）は、佐賀県佐賀市にある神社。旧社格は川上村社。現在は大字久留間の氏神として祀られている。神社本庁所属、佐賀県神社庁管轄。

## 祭神
『古事記』と『日本書紀』に記された祭神。
- ①男女大明神
  - 古事記：伊耶那岐命・伊耶那美命（ｲｻﾞﾅｷﾞﾉﾐｺﾄ）
  - 日本書紀：伊奘諾尊・伊奘冉尊（ｲｻﾞﾅﾐﾉﾐｺﾄ）
- ②住吉大明神
  - 古事記：底筒之男神・中筒之男神・上筒之男神
  - 日本書紀：底筒男命・中筒男命・表筒男命

## 歴史

### 今山の合戦と男女神社
今山の合戦とは、戦国時代、豊後国（大分県）の大名大友宗麟と、肥前の国の大名龍造寺隆信との間で行われた合戦で、龍造寺の家老の鍋島直茂が、今山の地（現在の佐賀市大和町大字久留間字今山）で、大友8万（6万～10万の説あり）の大軍に僅か700（500～700の説あり）の兵で奇襲し、総大将大友親貞（宗麟の弟、又は甥）を討ち取った戦いである。
当時この今山は仏教繁栄の霊地として栄え、男女神社は、東の谷に講堂棟、西の谷に楼門を持つ大社であり、光明寺（男女神社南東約800メートルに位置、今は廃寺）の座主が、男女神社の神座を勤めていた。しかし、この戦いの日に戦火に焼かれ、宝物・古文書等は全て焼失する。
1570年（元亀元年）、大友8万の大軍に包囲された佐賀城は、5千の兵力しか無く、軍評定で篭城や降伏論が飛び交う中、鍋島直茂は奇襲を進言、無謀だと否定的だった龍造寺隆信も、母の慶誾尼の激で奇襲を決行する事となる。
大友軍本陣は男女神社東の赤坂山中腹に布陣し、8月20日（陽暦9月19日）を佐賀城総攻撃と定め、その前日に勝利の前祝いの酒宴を開いた。
酒宴の情報を知った鍋島直茂は、午後6時頃、佐賀城を僅か17騎で出発したが、近隣の武将達も次々に駆け付け、今山に着く頃には700余りの兵になり、地元の山伏達の協力を得て、男女神社の西側から谷伝いに山を登り、密かに大友軍の背後、赤坂山裏側（ここには200～300の兵を布陣）に潜伏する。
明朝7時頃、男女神社北東の大松（鐘は現在鍋島の新庄八幡宮から運んだ伝えられる）に掛けた鐘の合図で、「寝返った者が出た」と虚報を流し、一斉に奇襲を敢行、武具も付けず油断していた大友勢は大混乱に陥り、同士討ちを始めた軍中で、総大将親貞主従3人は何とか混乱を脱したが、山伝いに逃れるところを、首を挙げらてしまう。総大将を討たれた大友軍は一瞬にして烏合の衆と化し、2000余の兵を討たれて潰走、奇襲は成功に終わった。
その時、鍋島勢は各々鬼面を冠り、鐘、太鼓を打ち鳴らして奇襲をかけたと伝えられ、佐賀の郷土芸能の面浮立（面浮立の起源は多々説がある）として現在も残っている。
男女神社は、1654年（承応3年）、佐賀初代藩主鍋島勝茂、小城藩祖鍋島元茂の出資で再建、また鍋島元茂は、古戦場跡に正勝寺（字横馬場に現存）を建立する。
1926年（大正15年）、佐賀で陸軍特別大演習が行われ、御前講和で今山の合戦の講和がなされた。1931年（昭和6年）、陸軍大学校参謀演習にて、秩父宮雍仁親王が今山合戦の研究のためこの地に立ち、前方の小円墳の上に記念碑が建てられている。

## 関連画像

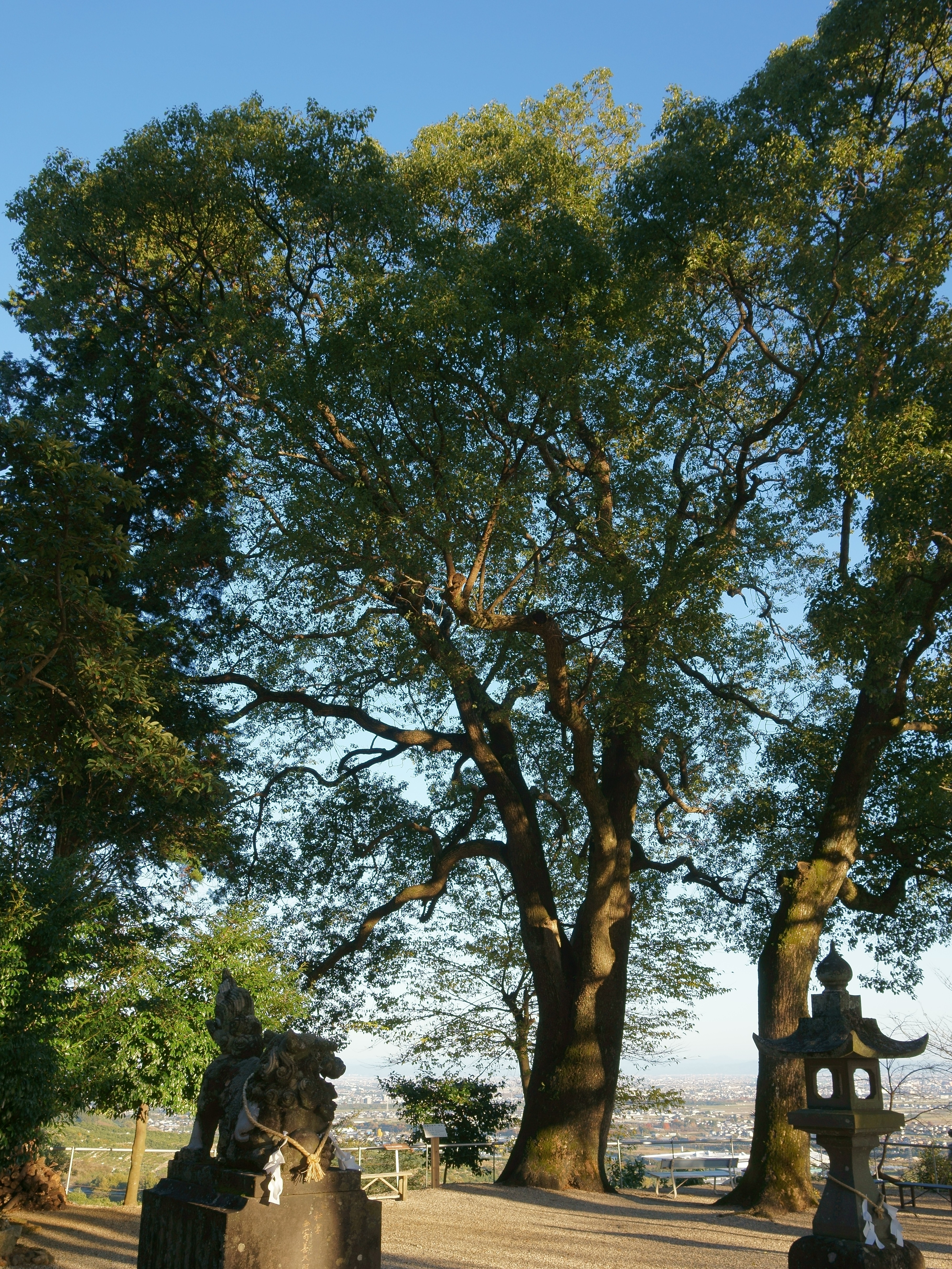
神木のクスノキ。
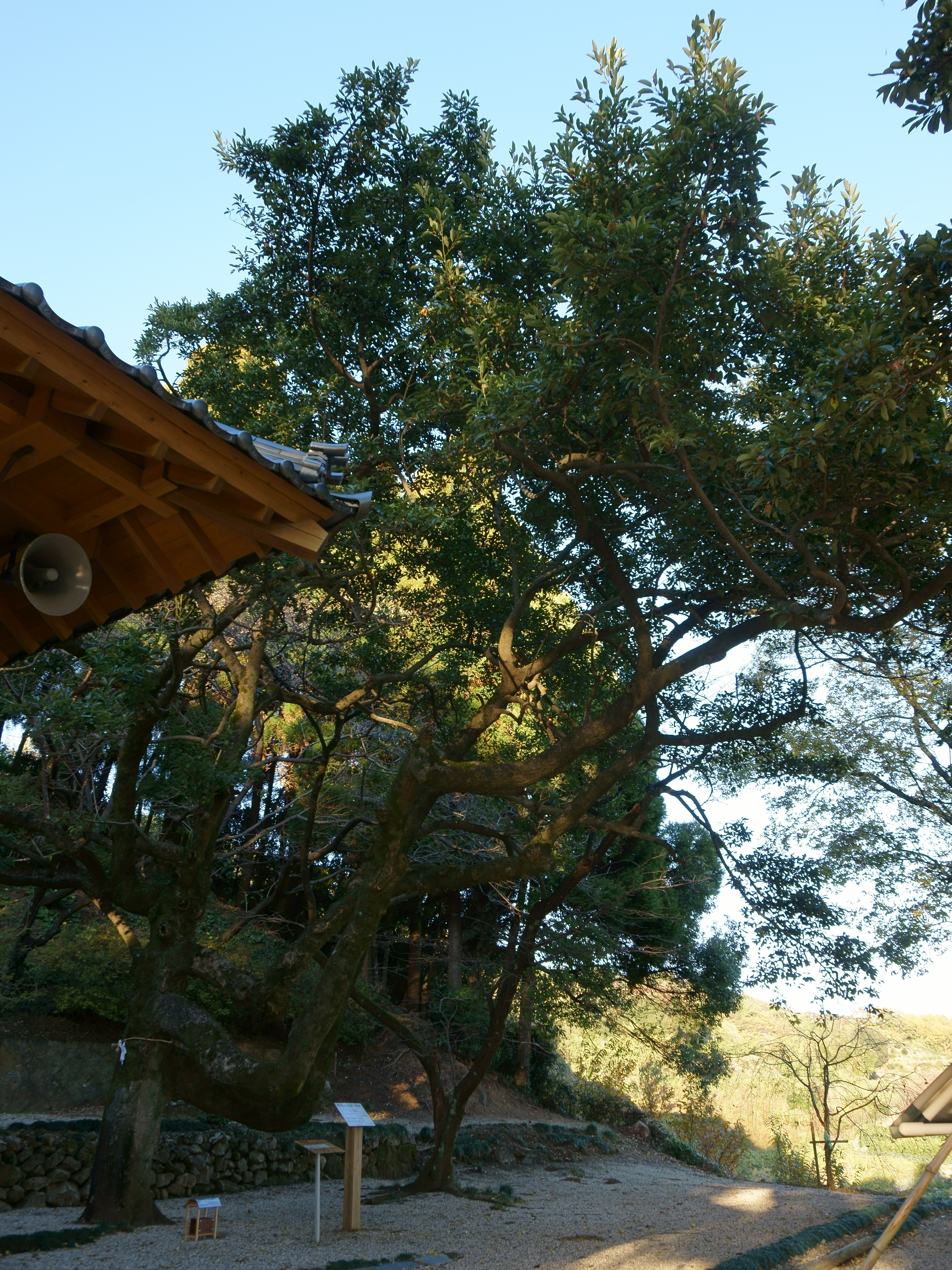
神木のオガタマノキ。